# Hardy Mihály
Hardy Mihály (Budapest, 1957. május 2. –) magyar újságíró, médiaszakértő, PR-igazgató, a MÚOSZ korábbi alelnöke.

## Életpályája
Édesapja Dr. Hardy Gyula vegyészmérnök, akadémikus. 1975–1980 között a moszkvai Nemzetközi Kapcsolatok Intézetének (MGIMO) újságíró szakos hallgatója volt.
1980-tól kezdve 17 évig a Magyar Televíziónál (MTV) dolgozott, először a Híradó külpolitikai hírszerkesztője, majd adásszerkesztője volt, 1985 és 1991 között pedig ő volt a moszkvai tudósító. 1991 és 1993 között az Egyenleg című hírműsor főszerkesztő-helyettese, műsorvezetője volt. 1992–1994 között a Magyar Újságírók Országos Szövetsége (MÚOSZ) szóvivője, 1993–1997 között, illetve 2000-től elnökségi tagja; 1994–1997 között valamint 2004–2007 között alelnöke volt. 1994-ben az ENSZ Menekültügyi Főbizottság (UNHCR) budapesti sajtószóvivője volt. 1994 és 1997 között az MTV-ben számos televíziós műsorban tevékenykedett, így a Híradó és a Hét című műsorban volt műsorvezető, dolgozott az Európa Magazin és a Manőver című műsorokban szerkesztőként és riporterként. 1997–2000 között a TV3 kereskedelmi tévé hírműsorának főszerkesztője, műsorvezetője volt. 1999–2000 között a TV3 igazgatótanácsának tagja volt. 2000 és 2003 között a Hard News kommunikáció ügyvezetőjeként dolgozott. 2003–2005 között a Magyar ATV Híradójának főszerkesztője volt. 2006 és 2008 között a Tesco-Global Zrt. kommunikációs igazgatójaként dolgozott. 2008-tól 2019 júliusáig a Budapest Liszt Ferenc nemzetközi repülőtér kommunikációs igazgatója volt. 2020. február 1-jétől a Klubrádió főszerkesztő-helyettese Rózsa Péter utódjaként.

## Díjai, elismerései
- Táncsics Mihály-díj (1991) – 2013-ban visszaadta.[5]
- Joseph Pulitzer-emlékdíj (2000) televíziós riporteri, szerkesztői, műsorvezetői tevékenységéért
- A Magyar Szóvivők Egyesülete 2010-ben az "Szavak Embere" díjjal jutalmazta[6]